# Vasco Pereira

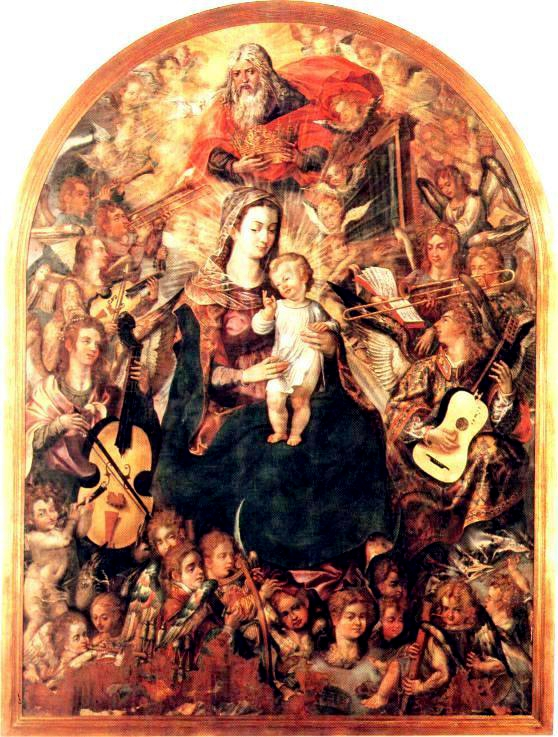
La Coronación de la Virgen

Vasco Pereira (Évora, 1535-Sevilla?, h. 1609) fue un pintor portugués, establecido en Sevilla, donde fue discípulo de Luis de Vargas.

## Biografía y obra
Su estilo se enmarca dentro del manierismo tardío, estando considerado un pintor de alto nivel cultural aunque de medianos recursos técnicos. Su obra es de temática religiosa, como La Coronación de la Virgen (1605), que se encuentra expuesta en la sección de arte sacro del museo Carlos Machado de Ponta Delgada (Islas Azores), en esta obra de gran interés iconográfico, se representa a la Virgen, coronada por el Padre Eterno, con el Niño Jesús en sus brazos y rodeada de arcángeles, querubines y serafines que entonan cánticos o tañen instrumentos musicales. 
Otras obras son San Onofre (Museo de Dresde), La Anunciación (Iglesia de San Juan de Marchena), La Virgen del Buen Aire (colección particular de La Palma del Condado, provincia de Huelva) y "Santísima Trinidad" (altar mayor de la iglesia de Palomares del Río).